# Oligodon formosanus
Oligodon formosanus är en ormart som beskrevs av Günther 1872. Oligodon formosanus ingår i släktet Oligodon och familjen snokar. Inga underarter finns listade i Catalogue of Life.
Denna orm förekommer i sydöstra Kina, Japan, på Taiwan och på Hainan. Den lever i kulliga områden. Habitatet utgörs av kulturlandskap som jordbruks- och betesmark. Arten besöker även skogar. Den har ägg från kräldjur och fåglar som föda. Honor lägger själv ägg.
För beståndet är inga hot kända. Hela populationen anses vara stabil. IUCN listar arten som livskraftig (LC).